# Blind Petition
Blind Petition ist eine 1974 in Wien gegründete Hard-Rock-Band mit wechselnder Besetzung.

## Bandgeschichte

### Von den Anfängen bis 1986 / Das Verhältnis zu No Bros
Die Band wurde im Jahr 1974 von den Gitarristen Hannes „Fusel“ Bartsch († 2021) und Georg Martikan ins Leben gerufen.
1975 fand das erste Konzert statt. Im Jahr 1977 war bereits die erste LP vollendet, konnte aber aufgrund Geldmangels nicht veröffentlicht werden.
1979 kam es zur ersten Tour durch die BRD, welche seither alljährlich durchgeführt wurde.
Ein Jahr später traten Blind Petition beim Popodrom auf und wurden schließlich aufgrund von Trunkenheit disqualifiziert. Mit einem Skandal endete im selben Jahr auch der Auftritt beim „Volksstimme-Fest“ der KPÖ, da Bartsch zwischen zwei Nummern ausrief: „Mit dem Kommunismus muss man aufpassen, die Welt ist rund, und geht man zu weit links, dann kommt man rechts wieder heraus“. 1980 wurde auch die erste Single namens Blind Petition produziert. 1981 spielten Blind Petition im Vorprogramm von Alvin Lee.
Angesichts dieser Frühgeschichte konnte sich die Band in der österreichischen Öffentlichkeit (ORF) nicht etablieren und war somit Teil des Underground. Im Unterschied zur Tiroler Hardrockband No Bros besaß man Muff Sopper als Mentor. Die Band schilderte sich selbst als authentisch, während No Bros wegen ihres Mentors Gotthard Rieger, einem österreichischen Radiomoderator, von ihnen als protegierte Weicheier bzw. Eunuchenband betrachtet wurden.
Diese Feindschaft führte auch zu regelmäßigen gewaltsamen Zusammenstößen zwischen Blind Petition- und No Bros-Fans (z. B. Wiener Metropol 1982). Als der No-Bros-Sänger Freddy Gigele dem Blind-Petition-Gitarristen 1983 nach einem Konzert betrunken zurief:
„Bischt' a Tiroler, bischt' a Mensch, bisch' koa Tiroler, bischt' a Oaschloch“ (= „Bist du ein Tiroler, bist du ein Mensch, bist du keiner, bist du ein Arschloch“), wurde ihm das Nasenbein gebrochen.
1986 wurde das Livealbum Tschingo Bingo, aufgenommen am 12. Oktober 1985 in der Szene Wien, veröffentlicht.
Die Undergroundausrichtung dieser frühen Zeit spiegelt sich v. a. in folgender Aussage von Hannes Bartsch wider: „Ich gehe vor dem Konzert nicht in die Garderobe und mache auf fesch, sondern geh' lieber mit meinen Fans auf ein Bier“.

### Ab 1987: Selbstzerstörung als Underground-Band/Wachsende Berühmtheit
Nach Veröffentlichung der Live-LP legten Blind Petition ihr Undergroundimage gezielt ab: Auf dem Cover der Folge-LP Welcome to Win sind bereits durchgestylte Bandmitglieder zu sehen, Bartsch z. B. ist erblondet. Der neue Sänger Phil Reinhard sorgte jedoch für einen ganz besonders harten Sound.
Diese LP wurde in der Sendung Hardrock Café (Ö3) von Gotthard Rieger vorgestellt. Die Singleauskoppelung Running Wild wurde ein Misserfolg. Hierbei handelte es sich um eine Nummer, welche offensichtlich nach dem Vorbild der No-Bros-Ballade Be My Friend (1982) produziert worden war. Im Jahr 1989 stieg der ehemalige Blowin'-Free-Sänger Gary Wheeler bei Blind Petition ein.
Darauf folgte die Produktion weiterer Alben, über acht Jahre hinweg Auftritte beim Wiener Donauinselfest und internationale Tourneen, darunter ein Auftritt beim internationalen Musikfestival Muzeko 90 in Donezk in der Sowjetunion. Bis in die 1990er-Jahre traten Blind Petition mit internationalen Bands wie Motörhead, Black Sabbath, Krokus, Blue Öyster Cult und anderen auf, stellten dann aber ihre Aktivitäten ein. Sänger Gary Wheeler gründete 1992 die Band Stahlhammer, die er 1995 wieder verließ, 2006 nahm er ein Soloalbum auf.
2007 kam es zur Wiedervereinigung von Blind Petition, die CD Bloody Reunion wurde produziert. 2014 erschien die CD Law and Order Since 1974.

## Diskografie

### LPs
- 1986: Tschingo Bingo (Live)
- 1987: Welcome to Win
- 1989: Perversum Maximum
- 1990: 1990 Live
- 1992: The Elements of Rock
- 1993: Light
- 1999: Forever (A)Live
- 2004: No Prisoners
- 2007: Bloody Reunion[7]
- 2014: Law and Order Since 1974
- 2017: Law & Order unplugged Live

### Singles
- 1980: Blind Petition
- 1983: Highway Devils
- 1984: Feelin’ High
- 1987: Running Wild